# Oostham
Oostham est une section de la commune belge de Tessenderlo-Ham située en Région flamande dans la province de Limbourg. C'était une commune à part entière avant la fusion des communes de 1977.

## Évolution démographique
- Sources: INS, www.limburg.be et Commune de Ham